# Chorizo riojano
El chorizo riojano es una variedad de chorizo que se elabora en la comunidad autónoma de La Rioja (España). Es de fuerte color y sabor suave, aromático y especiado. Originalmente se elaboraba en la sierra de la comunidad riojana que por su altitud y climatología es ideal para el secado de este producto. Desde 1990 cuenta con Indicación Geográfica Protegida (I.G.P.) para proteger la producción.

## Historia
El 4 de abril de 2010 la comisión Europea sumó la IGP Chorizo Riojano a la lista de  productos europeos con calidad garantizada.

## Características
Tiene forma de sarta con un diámetro de 30-40 milímetros, consistencia firme y compacta, superficie limpia, generalmente de aspecto rugoso, con buena adherencia de la tripa a la masa, color rojo, corte liso y bien ligado, sin coloraciones anormales y con una clara diferenciación entre fragmentos de carne y tocino, presenta un aroma equilibrado e intenso en el que domina el pimentón y las notas de ajo; una textura agradable al paladar; y un sabor intenso, persistente y picante si se utiliza pimentón picante ,ausencia de olores rancios y acres ,equilibrado entre magro y grasa, poco ácido.

## Composición
- Pimentón: Picante o dulce según el tipo de chorizo
- Ajo
- Intestino delgado de cerdo
- Carne de lomo de cerdo

## Elaboración
- Se pica el lomo y el tocino.
- Se sala y se amasa la mezcla.
- Se pican ajos se diluyen en agua y se van añadiendo poco a poco a la masa anterior sin dejar de amasar.
- Se disuelve pimentón en agua y se añade a la mezcla anterior.
- Se amasa todo la mezcla hasta que quede homogénea.
- Se tapa con un paño y se deja reposar una noche.
- Después de esperar una noche se mete la mezcla anterior en una tripa delgada de cerdo.
- Una vez metida se atan los dos extremos, se pincha para que salga el aire y se cuelga por un extremo.
- Después de varios días se cuelga por el otro extremo.
- Es necesario para que se pueda consumir  que esté un mes colgado aunque también se puede consumir fresco.